# Paleta goma maciza
La expresión paleta goma maciza hace referencia a una modalidad particular del juego de pelota en frontón. La paleta utilizada pesa entre 520 y 600 gramos, aproximadamente, y se fabrica en una sola pieza de madera de haya. Puede presentar agujeros en su superficie para reducir la resistencia del aire.
La pelota empleada se fabrica con caucho macizo, sin aire en su interior (a diferencia de la paleta argentina). Su peso oscila entre los 65 y 66 gramos. Los frontones donde se practica habitualmente tienen una longitud muy variable: entre 25 y 45 metros. Es una modalidad muy practicada en España (Navarra, País Vasco y La Rioja) y en Francia. En esta última hay un campeonato nacional. No existen competiciones internacionales.

## Diferencias con otras modalidades[2]
Esta especialidad presenta diferencias con otras modalidades de herramienta (paleta cuero, media pala, pala corta y pala larga) en, al menos, tres planos: el técnico, el físico y el táctico:
- El plano técnico. La pelota de goma maciza presenta dos características que la diferencian de las pelotas de cuero empleadas con el resto de palas: su coeficiente de rozamiento con las superficies del frontón (suelo, paredes y la propia pala) es mayor; como consecuencia de lo anterior se le puede imprimir una mayor inercia de rotación con la pala y esta inercia permite mucha variedad de jugadas (efectos) cuando la pelota toca las superficies.
- El plano táctico. La velocidad que se imprime a la pelota de goma maciza es sensiblemente inferior a la que alcanzan las demás modalidades de pala. En estas últimas el tanto generalmente se consigue gracias a la velocidad, colocando la pelota «más o menos». En la paleta con pelota de goma maciza el tanto no se consigue mediante la velocidad, sino jugando con el espacio y las distancias: se trata de abrir huecos moviendo al adversario y dirigir la pelota exactamente allí.
- El plano físico. Todos los deportes de palas exigen la utilización de la fuerza explosiva. Ahora bien, la paleta goma maciza es la más ligera de todas, por lo que la velocidad del golpeo (aunque no de la pelota al salir rebotada) es la mayor. La mayor duración de los tantos requiere una mayor resistencia aeróbica y, sobre todo, anaeróbica.

## Pelotaris destacados
La paleta goma maciza tuvo su época de esplendor en la década de 1980. En Pamplona adquirió renombre el Frontón de López como núcleo donde jugaban los mejores pelotaris. Entre ellos destacaron especialmente: J.M. Robles, Graciano Iriarte y Juan Pablo Ollo. En los años 1990 les sucedieron Urra, Monreal y Pernaute.